# Märzpark

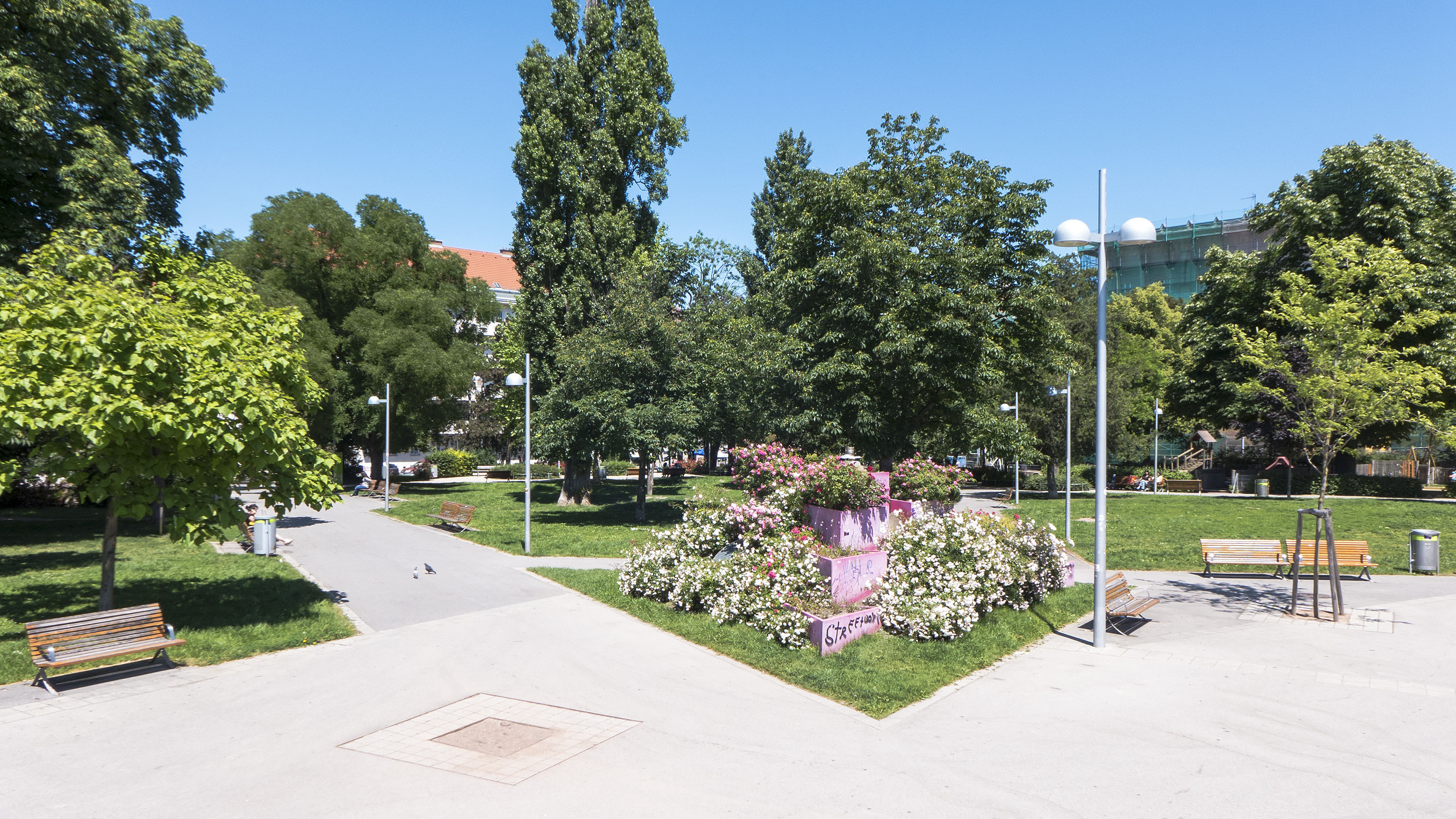
Der Märzpark in Rudolfsheim-Fünfhaus

Der Märzpark ist eine rund 16.000 m² große Parkanlage im 15. Wiener Gemeindebezirk Rudolfsheim-Fünfhaus. Er wurde 1925 auf einem Grundstück des aufgelassenen Schmelzer Friedhofes angelegt.

## Geschichte
Nach der Schließung des Schmelzer Friedhofes wurden die Toten teilweise exhumiert und auf dem Wiener Zentralfriedhof sowie am Baumgartner Friedhof bestattet. Die freigewordene Fläche wurde teilweise verbaut. Wie auch beim Währinger Ortsfriedhof und dem Allgemeinen Währinger Friedhof wurde ein Teil des ehemaligen Friedhofes in einen Park verwandelt. Der Märzpark wurde 1928 eröffnet und erhielt seinen Namen auf Grund der hier 1848 begrabenen 35 Toten der Märzrevolution. Heute erinnert noch ein grabsteinartiger Gedenkstein an die Gefallenen, die 1888 auf den Zentralfriedhof verlegt wurden.
Neben dem Märzpark wurde 1958 die Wiener Stadthalle erbaut. 2004 erfolgte auf Grund der schwierigen Parkplatzsituation unterhalb des Parks die Errichtung einer Tiefgarage, die ein Drittel des Parks unterkellert. Der vom Atelier-Landschaft neu gestaltete Park wurde am 29. Juni 2006 neu eröffnet. Der Park verfügt heute über Ruhebereiche, Kinder- und Kleinkinderspielplätze, eine Ballspiel-Arena und einen „Platz der Jugend“. Den Mittelpunkt bildet eine die Entlüftung der Tiefgarage kaschierende Rosenpyramide.

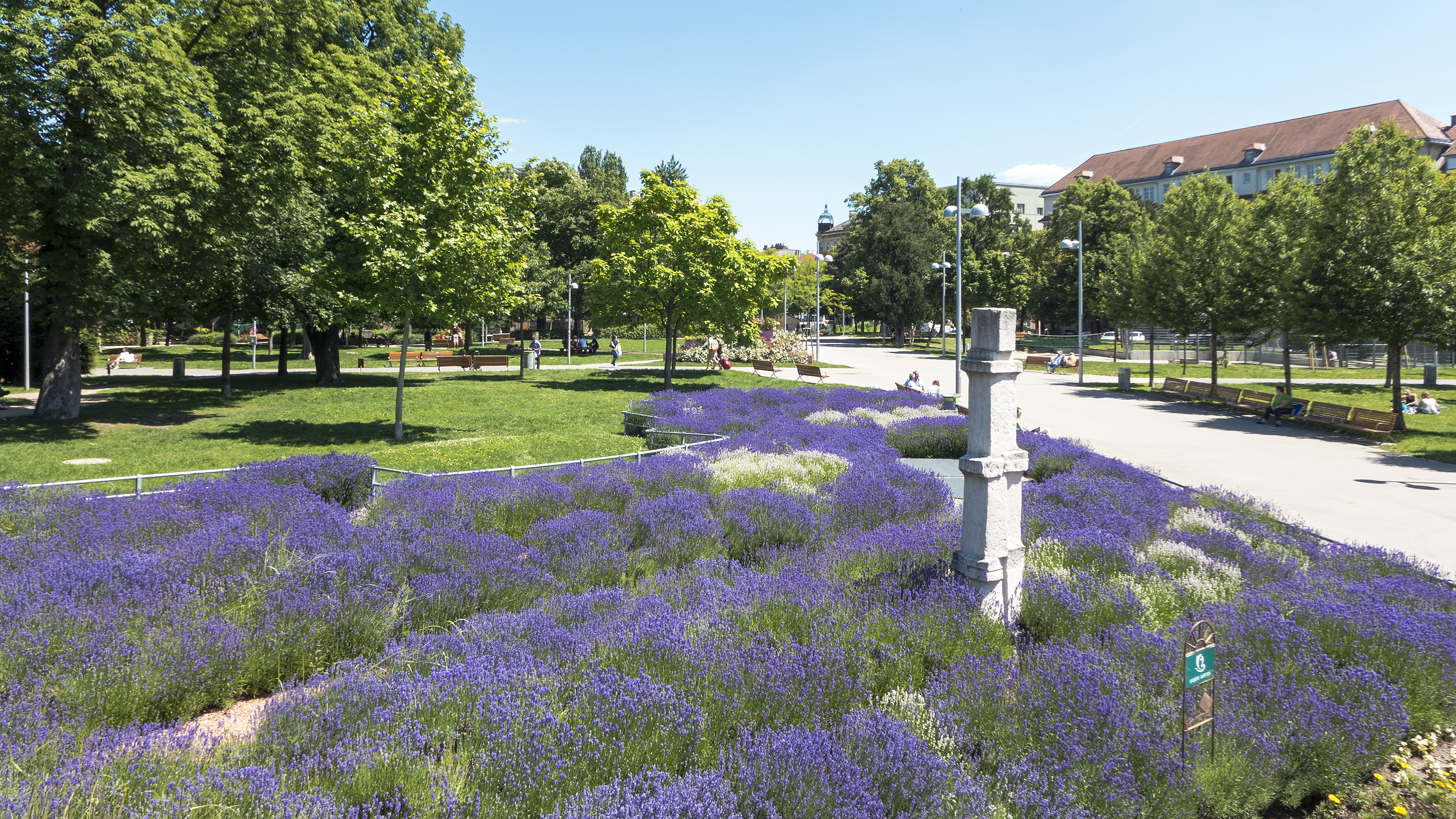
Der Westteil des Parks
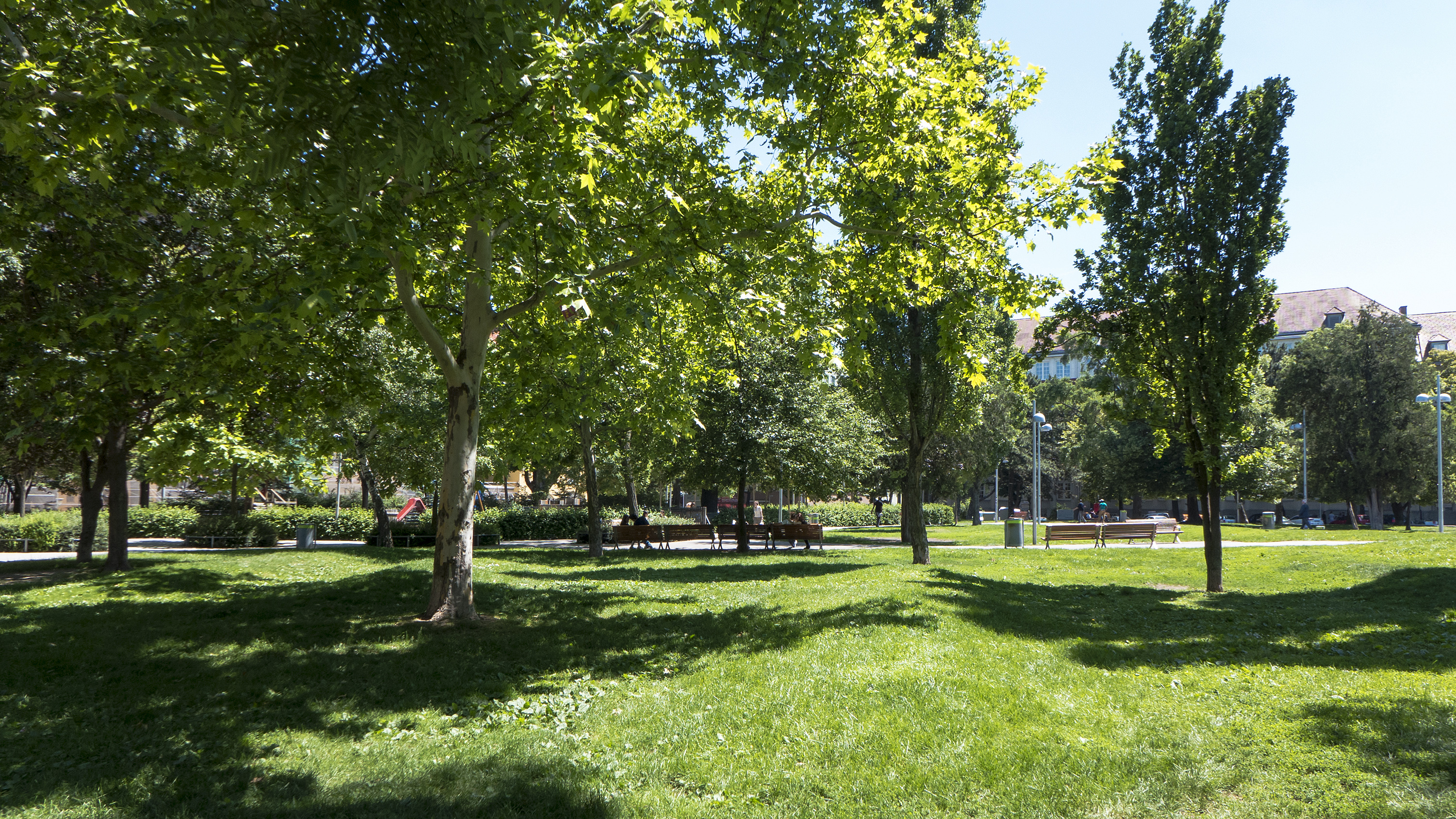
Im Park
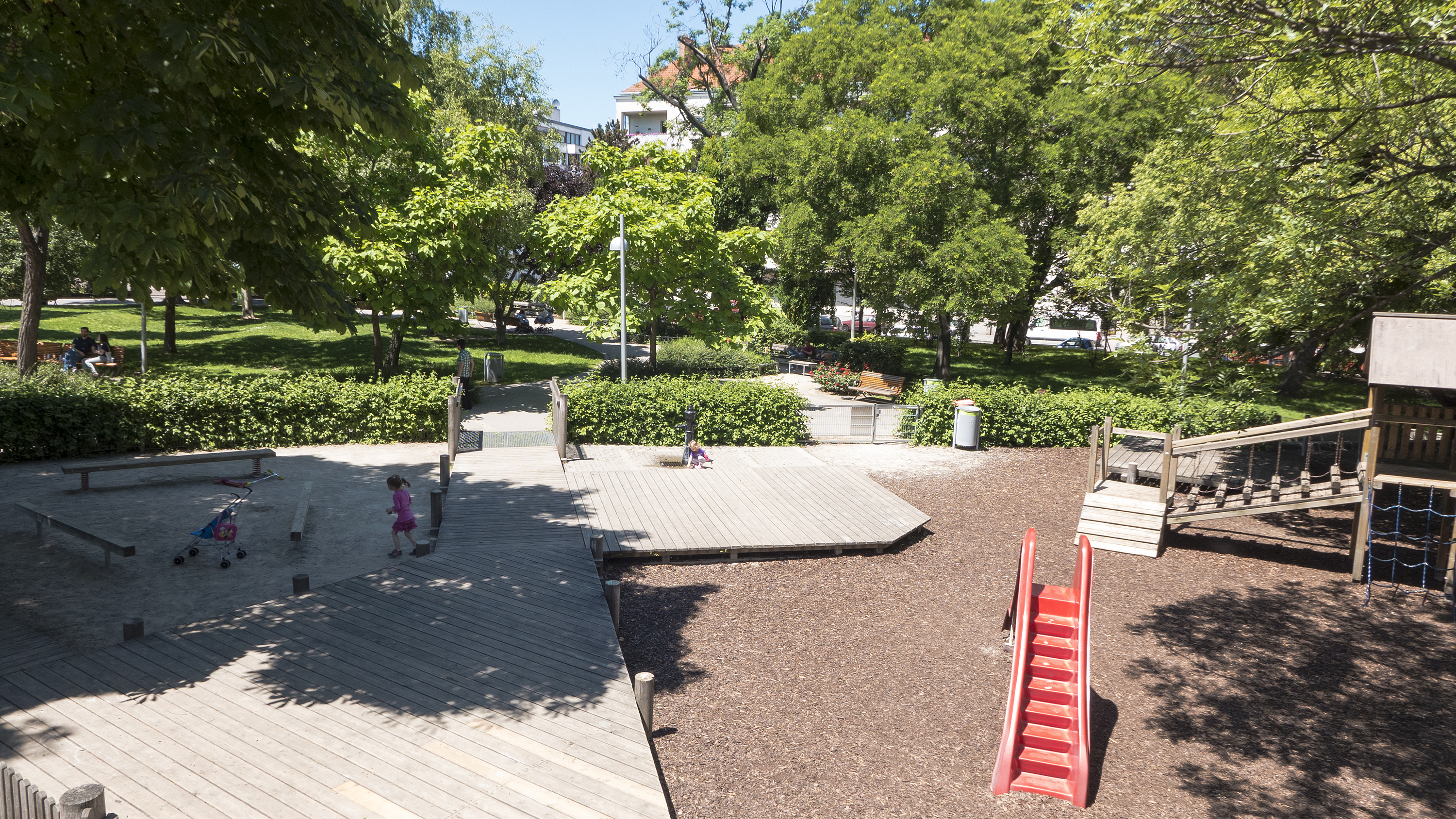
Der Kinderspielplatz
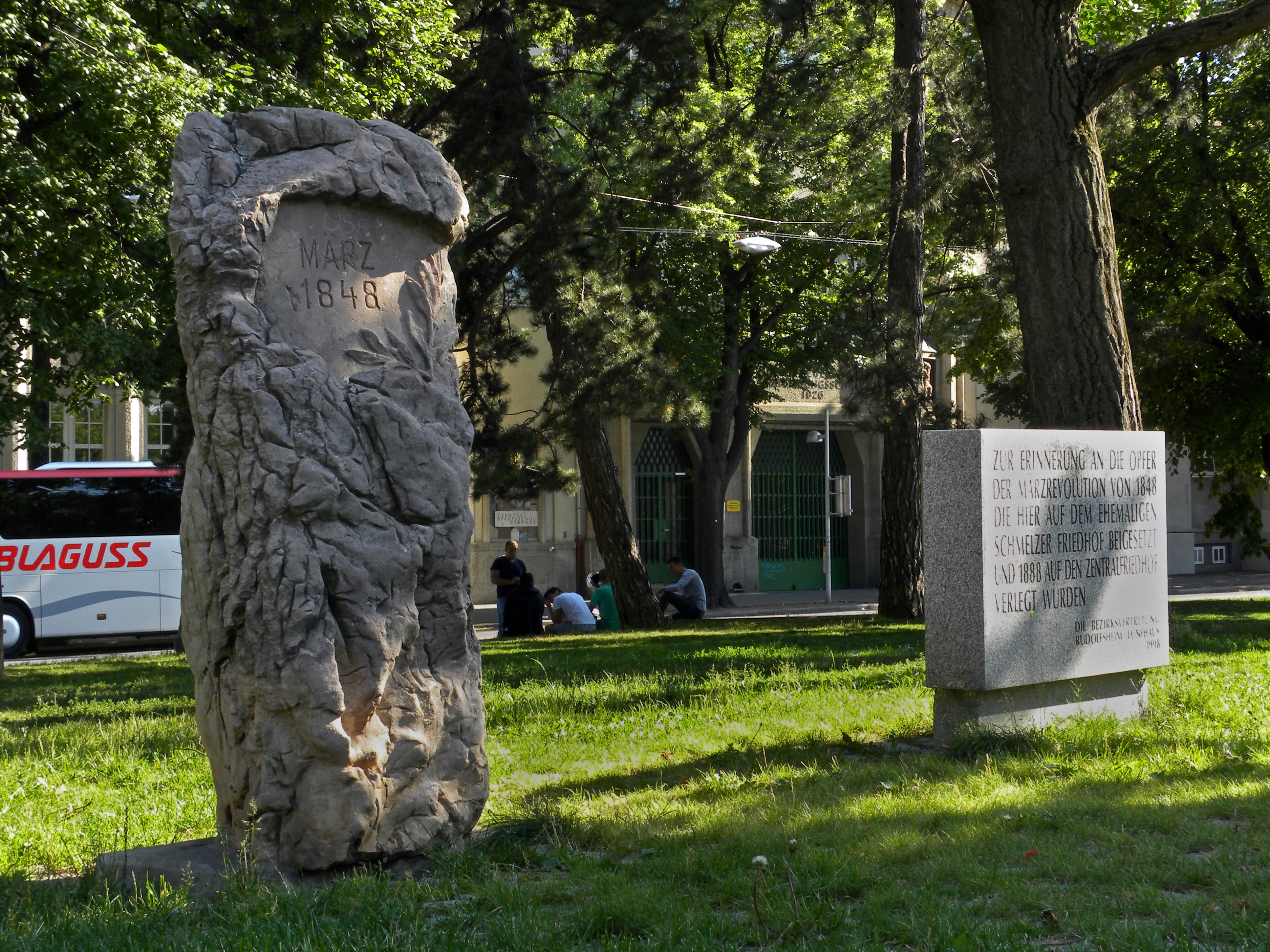
Denkmal für die Gefallenen der Märzrevolution 1848 (links der Gedenkstein, rechts die zugehörige Tafel)
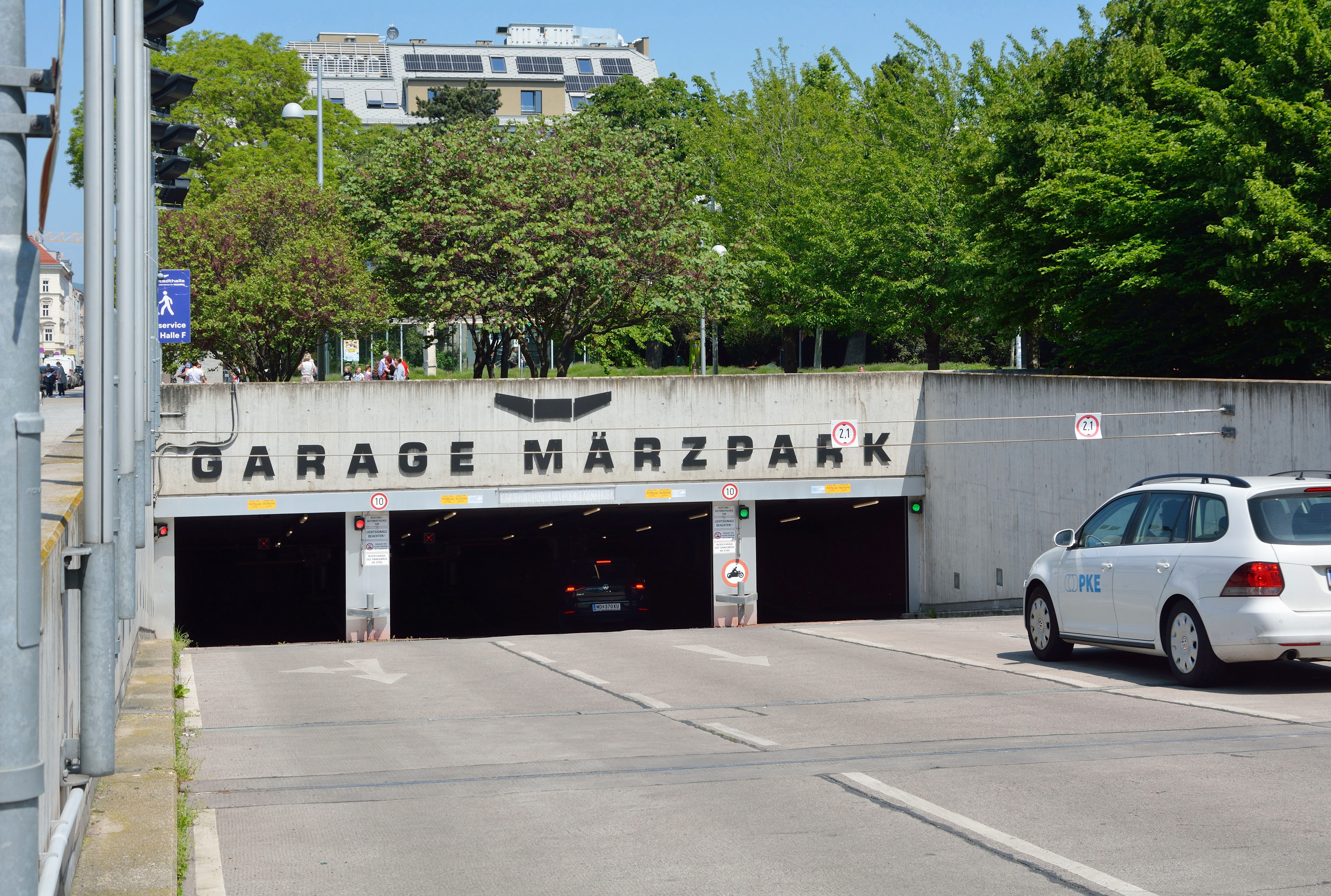
Einfahrt in die Tiefgarage, darüber der Park